# André Bauer (saint)
Pour les articles homonymes, voir André Bauer et Bauer.
André Bauer (Guebwiller, 24 novembre 1866 - Tai Yuen Foo, 9 juillet 1900) est un franciscain alsacien, martyr de la révolte des Boxers, et reconnu saint par l'Église catholique. Il fait partie du groupe des 120 martyrs de Chine, dont la fête est le 9 juillet.

## Biographie
André naquit à Guebwiller en Alsace, le 24 novembre 1866, au sein d'une famille ouvrière et chrétienne ; ses deux parents sont tertiaires franciscains, et comme ses deux sœurs et cinq frères, il participe à la confrérie de la paroisse. Son père travaillant à la filature Schlumberger, il y entre également dès ses 10 ans jusqu'en 1880 où il devient apprenti-jardinier. Embauché par une famille, il n'oublie pour autant d'agir en faveur de son église, et de prêter main-forte à des sœurs qui s'occupent d'un orphelinat.  
À la suite des conséquences de la guerre franco-prussienne, sa famille se déplace à Belfort, avant d'aller rejoindre la capitale où André continue de pratiquer et d'améliorer son jardinage. Il perfectionne également son français en bénéficiant, comme l'ensemble de sa famille, d'une mission soutenue par une fraternité séculière franciscaine. Il confie à son confesseur jésuite un appel à lui-même s'engager sur la voie de la fraternité religieuse. Dirigé au couvent franciscain de Sainte-Anne, rue des Fourneaux, il dépose une candidature qui est reçue en juin 1886. 
Admis comme postulant, il est aussitôt envoyé en Angleterre en raison de l’expulsion des religieux français. Mais bientôt, il doit revenir en France pour effectuer son service militaire durant 3 ans, au 6e régiment de cuirassiers à Sainte-Menehould. Passé ce service, il ne réintègre pas le couvent car il désire aider sa famille, en grande difficulté, et reprend son travail de jardinier. Cela étant, sur les instances de sa mère, il accepte d'y retourner. Il est d'abord envoyé à Roubaix pour commencer son noviciat qu'il poursuit à Amiens en 1895. Faisant profession l’année suivante, il est ensuite renvoyé à Paris comme cuisinier et sacristain.
Le 24 août 1898, Mgr François Fogolla, nommé évêque coadjuteur du vicariat apostolique du Chan-Si (aujourd'hui archidiocèse de Taiyuan) est en visite à Paris, frère André Bauer demande et obtient de l’accompagner dans sa mission. Quelques confrères lui reprochent de ne pas rejoindre plutôt les missionnaires français de la province de Chang-tong. Il embarque à Marseille le 12 mars 1899 avec Mgr Fogolla, dix frères mineurs et quatorze religieuses franciscaines missionnaires de Marie. Ils arrivent le 15 avril à Shanghaï, et le 4 mai à Tai Yuen Foo. Le jour de la Pentecôte 1899, il prononce ses vœux solennels et écrit à sa famille sa grande joie d’être consacré et missionnaire.
Dès le mois de novembre 1899, la persécution reprend à l’instigation de sociétés secrètes dont la principale est connue sous le nom de Boxers. En mai 1900, les chrétiens du Chan-Si sont molestés, plusieurs églises détruites. Le 25 juin, Mgr Grégoire Grassi convoque ses missionnaires à Tai Yuen Foo, mais les persécuteurs profitent de ce rassemblement pour agresser les missionnaires qui sont arrêtés, par petits groupes, puis rassemblés durant quelques jours dans une maison de mandarin. À la suite d'un jugement hâtif, on les somme de renier leur religion, mais sans succès, et ils sont exécutés les 9 et 10 juillet 1900. Ce groupe de martyrs comprend deux évêques, deux prêtres, dont le P. Théodoric Balat du Tarn, un frère laïc, André Bauer, sept sœurs franciscaines missionnaires de Marie et quinze laïcs du Tiers-Ordre franciscain. Ils sont béatifiés (avec deux autres prêtres et un évêque martyrs) par le pape Pie XII le 24 novembre 1946, et canonisés par Jean-Paul II le 1er octobre 2000.